# Kateřina z Montfortu
Kateřina z Montfortu, provdaná Kateřina Hradecká z Montfortu (12. srpna 1556, hrad Mannsberg, Korutany – 31. března 1631, Jindřichův Hradec) byla šlechtična pocházející ze štýrského hraběcího rodu Montfortů. Byla dvorní dámou arcivévodkyně Marie Anny Bavorské a roku 1574 se provdala za českého šlechtice Adama II. z Hradce, se kterým později v Jindřichově Hradci založila jezuitskou kolej (dnes gymnázium Vítězslava Nováka).

## Život
Kateřina se narodila 12. srpna 1556 jako třetí potomek Jakuba I. z Montfortu a jeho manželky Kateřiny Fuggerové. Měla sedm sourozenců: sestru Sibylu a šest bratrů.

Roku 1571, jako patnáctiletá, byla zasnoubena s českým šlechticem Adamem II. z Hradce. Svatba se odehrála o tři roky později, konkrétně 5. září, a již o několik týdnů později se i s manželem přestěhovala do Jindřichova Hradce. Rok poté se páru narodil i první potomek: syn Vilém Zachariáš. Později následovala i dcera Bohunka a další čtyři děti. Ze všech dětí ale svoji matku přežila pouze dcera Lucie Otýlie, která se roku 1602 provdala za Viléma Slavatu z Chlumu a Košumberka. S ní a jejím manželem kvůli stavovskému povstání roku 1619 emigrovala do Pasova. Do Čech se vrátila v roce 1622. 

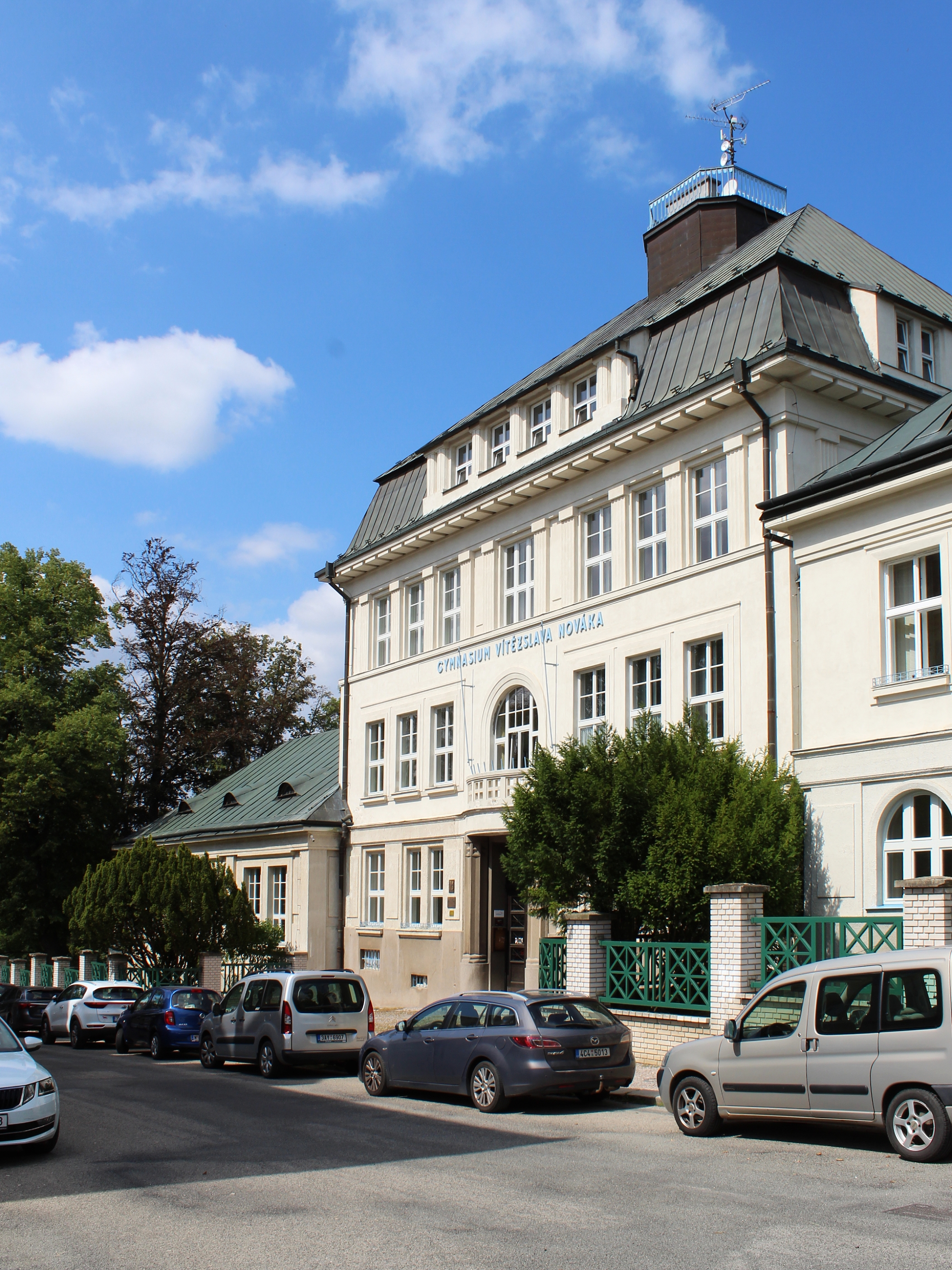
Původně jezuitské gymázium v Jindřichově Hradci, které Kateřina založila s manželem Adamem II.

Zemřela v Jindřichově Hradci 31. března 1631.

## Potomci
- Vilém Zachariáš (1575–1589)
- Bohunka (1576–1577)
- Mrtvý syn (†1578)
- Anna Kateřina (1578–1596)
- Jáchym Oldřich z Hradce (1579–1604)
- Lucie Otýlie z Hradce (1582–1633)